# Monkey Punch
Monkey Punch (モンキー・パンチ, Monki Panchi) is het pseudoniem van de Japanse mangaka Kazuhiko Kato (加藤一彦, Kato Kazuhiko, 26 mei 1937-11 april 2019). Kato was vooral bekend voor de reeks Lupin III. (Zie ook Arsène Lupin III.) In april 2005 werd hij benoemd tot leerkracht aan de manga- en animatieafdeling van de kunstfaculteit van de Otemae Universiteit. Hij was ook gastprofessor aan de Technische Universiteit van Tokio in mei 2010. Kato werd geboren in Hamanaka te Kushiro in Hokkaido. Hij woonde in Sakura te Chiba. In 2015 ontving hij de Tokyo Anime Prijs.

## Biografie
Kato tekende reeds op jonge leeftijd. Hij begon strips te maken tijdens zijn schoolcarrière: zijn manga werden gebruikt in de schoolkrant. Na zijn afstuderen trok hij naar Tokio om er werk te vinden. Hij studeerde er elektronica aan een polytechnische school en tekende voor zijn plezier. Tijdens zijn lidmaatschap van een dojinshi cirkel werd hij gerekruteerd door Futabasha om yonkoma te tekenen.
Kato begon zijn carrière onder het pseudoniem 加東一彦 (wordt op dezelfde manier uitgesproken als zijn echte naam, maar wordt anders geschreven). In 1965 debuteerde hij met Playboy School, welke hij als がむた永二 (Eiji Gamuta) uitgaf. De uitgever van het magazine waar hij voor werkte, suggereerde vervolgens het pseudoniem Monkey Punch. Desondanks dat Kato de naam maar niets vond, ging hij ermee akkoord omdat zijn volgende reeks oorspronkelijk toch maar drie maanden zou duren. Lupin III werd echter enorm populair, waardoor Kato verplicht was de naam te blijven gebruiken.
Lupin III liep voor het eerst op 10 augustus 1967 in het eerste volume van het tijdschrift Weekly Manga Action. De cover was eveneens van Kato's hand. De reeks kende een immense populariteit en werd verwerkt tot verscheidene manga, vijf anime reeksen, zeven anime films, twee live-action films, drie OVA's, semi-jaarlijkse televisiespecials sinds 1972, muziek-vinyl platen, cassettes en in 1989 cd's, computerspellen en een musical. Kato regisseerde de 1996 Lupin III film Rupan Sansei: Dead or Alive.
Op 21 april 2007 nam Kato deel aan een reeks lezingen over de interactie van manga en cultuur doorheen de wereld. Deze vonden plaats in de Freer Gallery of Art. In 2008 was hij een jurylid voor de tweede Japanse Internationale Mangaprijzen die het Japanse ministerie voor Buitenlandse Zaken organiseerde.
In 2012 ontwierp Kato de personages voor het pachinko spel CR Ginroku Gijinden Roman. Een jaar later werd een anime op basis van het spel uitgezonden. De uitzendingen begonnen op 7 januari 2013. Satoshi Hirayama was verantwoordelijk voor de anime.
Kato nam deel aan het schrijven van het script voor de 2014 liveaction film van Lupin III
Kato vermeldt de MAD tekenaars Mort Drucker en Sergio Aragonés als invloeden op zijn werk.
Kato overleed op 11 april 2019 aan de gevolgen van een longontsteking.

## Oeuvre

### 1960's
- 1962
  - Number 5 + α
  - Gun Hustler
  - Rebellious Child
  - List the Criminal
  - Open Homicide
  - Clandestine Work
  - The Man Who Does Not Have a Shadow
  - The Person Whom it Utilizes
  - Vengeance (onder de naam Kazuhiko Kato)
  - Ghost Story Guy (onder de naam Kazuhiko Kato)
- 1965
  - Playboy School (onder de naam Eiji Gamuta)
  - Needless Axle of Wilderness
  - Pink Guard Man ... Blues of the Assassin
  - Outsider (onder de naam Monkey Punch)
- 1967
  - The Ginza Whirlwind Child
  - Lupin III
- 1968
  - Western Samurai
- 1969
  - Pandora

### 1970's
- 1970
  - Spy Nobility
  - Document Mania
  - Lupin III Other Stories
  - Tac Tics
- 1971
  - Multi
  - Mysterious Jaguarman
  - New Adventures of Lupin III
- 1972
  - The Siamese Cat
  - Makao
  - Monsieur Koga
  - Key
- 1973
  - Sufficiently Motivated
  - Decoy House Slug
  - Venus of Diamond
- 1974
  - I am Casanova
  - Color Girl
  - Isshuku Ippan
  - Lupin the Kid
- 1976
  - Little Dracula )
  - Up-Up Balloon
- 1977
  - New Lupin III
  - The Reverse Aesop's Fables
  - Transparent Gentleman
- 1978
  - Time Agent
  - Kaiketsu Zero

### 1980's
- 1980
  - Cinderella Boy
  - Boy
- 1981
  - Hauler Holmes
- 1982
  - Space Adventure Team Mechabunger
  - Een ander werk voor Cinderella Boy.
- 1983
  - Roller Boy
  - Lucky Monkey
- 1984
  - Sexy Lupin III
  - The English Conversation Maneuvers of Lupin III
  - Pinky Punky
  - Dirty Joke
  - Robot Baseball Team Galacters

### 1990's
- 1991
  - Monkey Punch no Sekai: Alice
  - Scramble Saver Kids
- 1997
  - One Thousand and One Nights' Story
  - Mankatsu
  - Musashi -Way of the Gun-

### 2000's
- 2004
  - Mankatsu (anime)

### 2010's
- 2013
  - Bakumatsu Gijinden Roman (personage designs)